# Asin
Asin lub Ahwa (kor. 아신왕, jap. 阿花王; zm. 405) – król (wang) Baekje, jednego z Trzech Królestw Korei, panujący w latach 392–405. 

## Życiorys

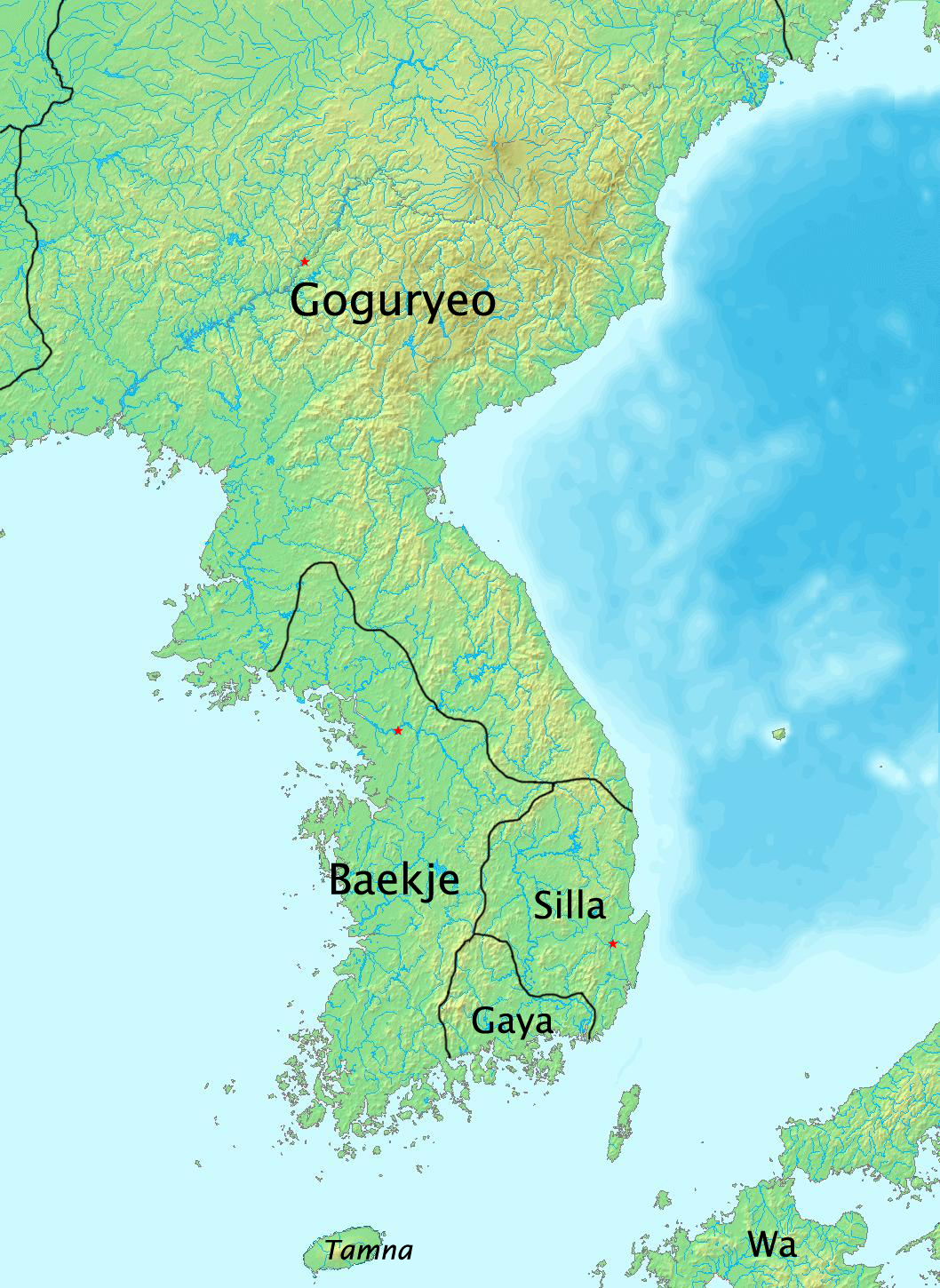
Trzy Królestwa Korei

Przekazy o okresie jego panowania zachowały się w kronikach Samguk sagi i Nihon-shoki oraz w inskrypcji na steli Kwanggaet’o.
Był synem króla Chimnyu (pan. 384–385). Gdy Chimnyu zmarł, Asin był jeszcze niepełnoletni stąd rządy przejął jego stryj Jinsa. Objął więc tron dopiero po śmierci stryja w 392 roku.

### Panowanie
W okresie rządów Asina miał miejsce konflikt zbrojny z udziałem Trzech Królestw i Japonii. Inskrypcja na wzniesionej w Koguryŏ steli Kwanggaet’o stanowi, że w 391 roku Japończycy „zaczęli przychodzić zza morza i siać zniszczenie”, a Baekje wykorzystując tę sytuację również zaatakowało Sillę.
Kronika Samguk sagi stwierdza, iż w 393 roku Asin odwiedził chram Tongmyŏnga (założyciela Koguryŏ, będącego też protoplastą dynastii panującej w Baekje), odnotowuje też starcia zbrojne z Koguryŏ w 394 i 395 roku. Ponadto tekst ze steli Kwanggaet’o mówi o odwetowej wyprawie Koguryŏ przeciw Baekje w 396, w której Kwanggaet’o Wielki zdobył stolicę Baekje, po czym niewymieniony z imienia król Baekje skapitulował i poprzysiągł wierność królowi Koguryŏ. Dalsze zapisy na steli Kwanggaet’o informują o zwycięskich bitwach Koguryŏ z Japończykami w 400 i 404 roku, nie wzmiankując już ewentualnego udziału Baekje w tych bojach.
Wg Samguk sagi król Asin „ustanowił przyjazne relacje z państwem Wa” i wysłał tam swojego syna Jeonji w 397 roku. Według inskrypcji na steli Kwanggaet’o w 399 roku Baekje zawarło pokój z Wa. Podobna relacja znajduje się w japońskim Nihon-shoki, mówiąca iż za rządów Ōjina zmarł król Baekje imieniem Ahwa i jego następcą został Jeonji, który wcześniej przebywał w Japonii. Również wg Nihon-shoki za panowania Ōjina – najwidoczniej współczesnego Asinowi z Baekje – Japończycy mieli przyjąć pismo chińskie, które wprowadził przybyły z Baekje uczony Wani, a także nauczyć się tkania jedwabiu od Koreanki imieniem Maketu.